# Xenochaetina polita
Xenochaetina polita är en tvåvingeart som beskrevs av Malloch 1925. Xenochaetina polita ingår i släktet Xenochaetina och familjen lövflugor.
Artens utbredningsområde är Guyana. Inga underarter finns listade i Catalogue of Life.